# Związek Polaków w Estonii
Związek Polaków w Estonii (ZPwE) – stowarzyszenie Polaków w Estonii założone w 1989 w Tallinnie, jest kontynuatorem Związku Narodowego Polaków w Estonii (1930–1940).
Organizacja do 1995 funkcjonowała pod nazwą Towarzystwo Kultury Polskiej „Polonia”. W siedzibie ZPwE w Tallinnie funkcjonuje biblioteka polska oraz organizowane są kursy dla dzieci i dorosłych. W 2017 stowarzyszenie liczyło ok. 350 członków.
Od 2005 prezeską ZPwE jest Halina Kisłacz. Wcześniej funkcję tę pełniła Alicja Pajur.